# 배민 (역사학자)

배민(Bae Min)은 대한민국의 치과의사, 역사 교사이자 의학사 및 지성사 연구자이다. 연세대학교 치의학과를 졸업한 후, 공중보건의로 복무했으며 이후 역사교육 및 인문의학 분야로 전향하였다. 광주 살레시오여고와 서울 숭의여자고등학교에서 근무했으며, 2024년부터 부산외국어대학교 지중해지역원 조교수로 재직 중이다. 의학사, 근대 지성사, 개인주의와 집단주의 담론을 주제로 다수의 저술과 강연 활동을 이어가고 있으며, 유튜브 등 온라인 플랫폼에서도 역사 교육 콘텐츠를 제공하고 있다.

## 생애
연세대학교 치의학과를 졸업하고 공중보건의사로 복무한 후, 역사교육으로 진로를 변경하여 홍익대학교 역사교육과를 졸업하였다. 이후 서울대학교 의과대학 인문의학교실에서 인문의학 석사 과정을 마쳤고, University of St Andrews에서 역사학 박사과정을 수료한 뒤, 연세대학교 인문사회의학 협동과정에서 의학사 및 의철학 전공으로 박사학위를 취득하였다. 2004년부터 2006년까지 광주 살레시오여자고등학교에서, 2006년부터 2024년까지 서울 숭의여자고등학교에서 역사 교사로 재직하였다. 2024년부터는 부산외국어대학교 지중해지역원 서양사 전공 조교수로 임용되어 활동 중이다. 주요 연구 분야는 서양 근대 의학사, 지성사, 의학 철학 등이며, 교육자이자 저술가로서 《우리 안의 개인주의와 집단주의》 등의 저서를 출간하였다. 또한 유튜브 채널과 블로그를 운영하며 역사 및 사회과학 관련 콘텐츠를 제작하고 있으며, 교사 단체 활동과 사회 논쟁 관련 칼럼 기고 등 다양한 분야에서 활동하고 있다.

## 역사관
배민은 역사교육과 지성사, 의학사를 아우르는 다분야적 관점을 기반으로 역사 서술과 교육을 전개하는 인물로, 그의 역사관은 단순한 연대기적 사실 전달을 넘어 인간 인식과 사회 구조의 변화에 대한 비판적 성찰을 중심에 둔다. 그는 서양 근대 지성사의 흐름과 의학사의 발전 과정을 탐구하면서, 특정한 이데올로기나 민족주의 중심의 역사 해석을 지양하고, 개인주의·집단주의, 공공성·시장성, 주체성·구조성 간의 긴장 관계를 통해 역사적 변화를 설명하려는 입장을 견지한다. 특히 그는 근대 이후 등장한 합리주의, 과학주의, 공리주의 등이 인간 이해에 미친 영향을 중시하며, 이러한 사상이 정치·경제·의료 영역에 미친 실천적 결과를 분석하는 데 주력한다.
그는 역사학이 단순한 과거의 복원이나 서사 전달을 넘어, 현재를 이해하고 미래를 성찰하는 수단이어야 한다고 보며, 이를 위해 인간의 신념 체계, 제도적 맥락, 지식 담론의 형성과 해체 과정에 주목한다. 역사교육에 있어서도 단편적인 사실 암기를 넘어, 사료의 맥락 이해와 개념 중심의 해석 능력을 강조하며, 학습자 스스로 질문을 제기하고 역사적 판단을 구성할 수 있도록 하는 능력을 기르는 것을 핵심 목표로 삼는다.
또한 그는 역사 속 개인의 역할을 단순한 구조의 산물로 환원하지 않으면서도, 개인을 신화화하거나 도덕적 전범으로 고정하는 태도 역시 경계한다. 이에 따라 위인 중심 서사나 민족 중심 서술이 가지는 위험성을 지적하며, 다중적 주체성과 제도·담론 간 상호작용을 통해 사건의 맥락을 분석하는 방식을 지향한다. 이러한 역사관은 그가 참여해 온 교육 활동, 유튜브 강의, 연구 논문, 저술, 언론 기고 등 다양한 매체에서 일관되게 드러나며, 특히 개인주의와 집단주의의 역사적 형성과 변용에 대한 연구를 통해 현대 한국 사회의 문화적 코드에 대한 해석을 시도하고 있다.
배민은 식민지 근대화론에 대해 긍정적 재해석의 입장을 보이며, 역사 교육의 집단주의적 서술 방식에 대해 강하게 비판하는 입장을 취하고 있다. 그는 2020년에 발표한 칼럼 〈역사교사로서 바라본 1910–1945년의 한국인 사회〉에서 이영훈 등의 식민지 근대화론자들과 유사하게, 일제 강점기를 단일한 '수탈의 역사'로 규정하는 현행 한국사 교과서의 서술이 정치 이데올로기에 따른 역사 왜곡이라고 주장하였다. 특히 그는 교과서에서 흔히 강조되는 토지조사사업, 회사령, 광업령, 인삼 전매제도 등의 경제 정책을 ‘약탈’과 ‘수탈’로 해석하는 것이 근거 없는 이념적 추론이며, 실증적 역사학의 원칙에 위배된다고 지적하였다.
그는 조선총독부의 행정 조치들이 실제로는 당시 조선 사회에서 통용되던 불합리한 봉건적 제도, 예컨대 부역제와 공납제의 폐지, 개인 소유권 제도 도입, 행정 및 조세 제도의 근대화를 통해 개인의 재산권을 보호하고 국가 권력의 자의적 수탈을 억제하는 방향으로 작용한 측면이 있다고 본다. 그는 이러한 변화가 민본주의를 내세우던 조선 후기보다 오히려 더 자유주의적 원칙에 부합했음을 주장하며, 이를 통해 기존의 민족주의 중심 역사 서술이 간과하거나 의도적으로 삭제한 근대적 요소를 회복할 필요가 있다고 본다.
또한 그는 ‘문화통치’라는 피상적 개념보다는 다이쇼 데모크라시 시기 일본 제국이 자유주의 이념을 수용하려 했던 흐름에 주목해야 하며, 이를 단순한 식민지 통치 전략으로만 축소 해석하는 것은 본질을 호도하는 것이라 평가한다. 그는 현행 역사교육이 ‘열린 민족주의’나 ‘민주주의의 이상’이라는 미명 아래 학생들에게 배타적 집단주의 감정을 주입하고 있으며, 이는 실질적으로 칼 맑스와 신채호로 이어지는 민족 사회주의적 역사관을 국가 교육의 표준으로 삼고 있는 것이라고 본다.
배민은 이러한 시각을 바탕으로, 학생들에게 제시되는 역사 서술이 단정적이고 비판 불가능한 교리처럼 작동하고 있다고 보고, 교사의 역할은 이를 비판적으로 검토할 수 있는 자유주의적 지성을 유지하도록 돕는 데 있다고 주장한다. 그는 식민지 시기의 억압과 통제가 존재했음을 부정하지 않으면서도, 당대 조선 사회의 제도적 변화, 자유주의적 흐름, 경제 정책의 복합적 효과를 단일한 피해자-가해자 도식으로 환원하지 말아야 한다고 보며, 이는 이영훈 등이 주장해 온 식민지 근대화론의 역사적 유산과 유사한 해석 지평에 위치한다.